# Dättlikon
Dättlikon egy svájci település a Zürich kantonhoz tartozó Winterthur kerületben. 

## Fekvése
A település Svájc északi részén, Winterthur városától nyugatra található. A község területe 290 hektár, a 371 m magas Tösstől a 685 méteres Irchelbodenig terjed.

## Népesség
Lakossága az utóbbi években gyorsan nőtt: míg 2002 decemberében csak körülbelül 500-an lakták, addig 2015 végén már 745-en. Az itt élők 11%-a külföldi származású.